# 侯賽因 (波斯)

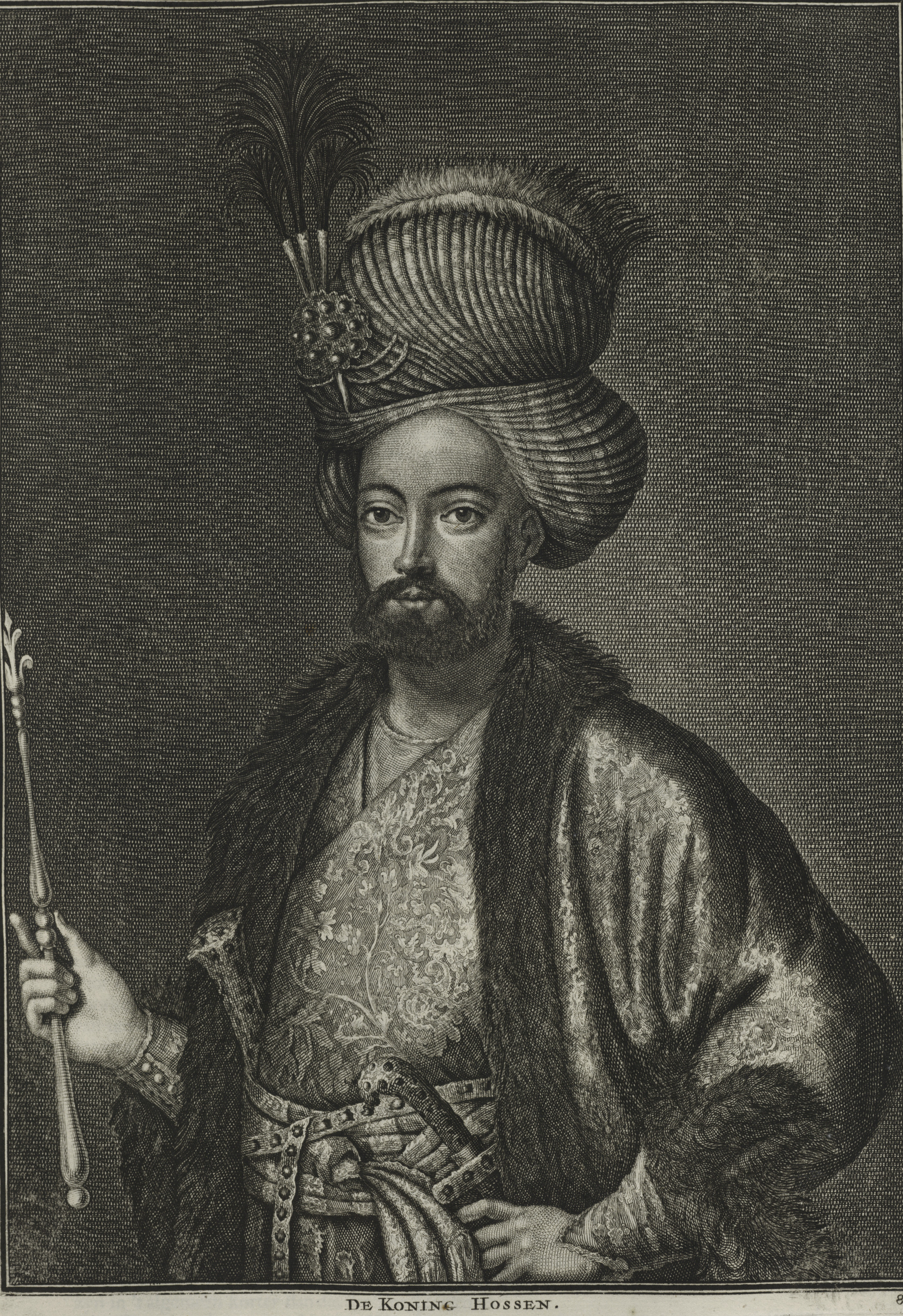
侯賽因

侯賽因（波斯語：‎，1668年—1726年），全名為蘇丹侯賽因。伊朗薩法維王朝的第九任沙阿（1694年—1722年在位）。侯賽因為蘇萊曼一世的長子。在他統治時期，薩法維王朝衰落，權力操控在宦官手上。

## 生平
蘇萊曼一世於1694年逝世時，請宦官們在兩位兒子間選擇繼位人。他對宦官們說長子侯賽因會為國家帶來和平，而幼子阿拔斯則會為國家帶來繁盛，最後宦官們選擇了侯賽因為繼位人。
侯賽因為人隨和，對政事不熱衷。他將政務交給他的姑婆（前沙阿薩非的女兒）。他從此酗酒，常居後宮，不理政事。即位初期，國家比較寧靜。其後，東面的阿富汗叛變對伊朗造成震撼。1709年，吉爾查伊族的領袖米爾維斯·霍塔克帶頭叛變脫離薩非王朝。1716年，阿卜達里族亦脫離薩非王朝，跟着攻打的吉爾查伊族，卻被米爾維斯·霍塔克的兒子馬哈茂德·霍塔克打敗了。

## 退位
1722年，為了征服波斯首都伊斯法罕，馬哈茂德的軍隊越過錫斯坦的沙漠，並攻陷了克爾曼。同年3月8日，馬哈茂德在戈納巴德戰役擊敗了波斯軍隊，並洗劫了伊斯法罕。同年10月23日，侯賽因退位，並承認馬哈茂德成為新的波斯沙阿。漢達基王朝正式入主伊朗。

## 死亡
馬哈茂德對侯賽因原本很好，但後來因精神病而對侯賽因極度不信任。1725年2月，當馬哈茂德聽聞侯賽因的其中一個兒子薩菲米爾扎逃走，馬哈茂德便下令屠殺所有侯賽因在他手上的兒子，除了兩名年幼的被侯賽因救下，其他的全被殺死。馬哈茂德不久於4月25日因精神錯亂而死。
繼任人阿什拉夫·漢達基最初可憐侯賽因，侯賽因亦將女兒許配給新任沙阿，因此使阿什拉夫·漢達基更合法地統治伊朗。其後阿什拉夫·漢達基與鄂圖曼帝國作戰，1726年，鄂圖曼帝國打着恢復侯賽因的統治，進軍伊斯法罕。阿什拉夫·漢達基遂殺掉侯賽因，並送他的首級至鄂圖曼帝國軍營以作回應。
| 侯賽因 (波斯) 薩非王朝 | 侯賽因 (波斯) 薩非王朝 | 侯賽因 (波斯) 薩非王朝 |
| ---------------------- | ---------------------- | ---------------------- |
| 前任： 蘇萊曼一世      | 伊朗沙阿 1694–1722     | 繼任： 馬哈茂德·霍塔克 |